# NGC 5677
NGC 5677 è una galassia a spirale di tipo Hubble Sbc nella costellazione del Boote nel cielo stellato settentrionale. Si stima che si trovi a 219 milioni di anni luce dalla Via Lattea.

## Scoperta
La galassia è stata scoperta il 17 febbraio 1785 da William Herschel.